# Menhir de Courela da Casa Nova
Le menhir de Courela da Casa Nova (en portugais : menir da Courela da Casa Nova), connu également sous le nom de menhir de Courela do Guita (en portugais : menir da Courela do Guita), est un mégalithe datant du Chalcolithique situé près de la municipalité de Montemor-o-Novo, dans le district d'Évora, en Alentejo.

## Situation
Le menhir est situé à environ 8 km à l'ouest de Montemor-o-Novo, à proximité de la Route Nationale 4 (EN4) qui relie la municipalité à la freguesia de Silveiras.

## Description
Le monolithe, composé de granite, mesure 2,70 m de hauteur, pour 0,80 m de diamètre à la base. Il est de forme conique.

## Histoire
Identifié en 1971, il est déclaré Monumento Nacional en 1974.